# مقاطعة كوب (جورجيا)
مقاطعة كوب (بالإنجليزية: Cobb County)‏ هي إحدى المقاطعات في ولاية جورجيا في الولايات المتحدة الأمريكية.

## أعلام
- جيمس داشنر